# Маяк (фильм, 2012)
«Маяк» (азерб. Mayak) — короткометражный фильм азербайджанского режиссёра Фариза Ахмедова, снятый в 2012 году. Фильм снят по заказу Министерства культуры и туризма Азербайджана по итогам конкурса «Бу мейдан, бу экран-2011». Съёмки фильма завершились в ноябре 2011 года. По словам режиссёра, история этой картины отчасти биографическая и связана с близким другом режиссёра. В фильме повествуется об отношении двух несчастных и одиноких людей — отца и сына. Мировая премьера фильма состоялась 14 апреля 2012 года в Дубае.

## Сюжет
На протяжении длительного времени Ансари служил на необитаемом острове. Он расстался с семьей из-за своего сложного характера. У него есть сын Акиф, а бывшая жена Гюльзар создала вторую семью. Из-за упрямства и гордости Ансари не интересуется ими. Но однажды Гюльзар сообщает ему о наркозависимости их сына, который находится при смерти.  Он не видел отца с тех пор, как ему было три года. Ансари силой привозит Акифа к себе на остров и ставит перед собой цель — вылечить сына без помощи врачей, применяя только свои военные навыки…

## В ролях
| Актёр             | Роль    |
| ----------------- | ------- |
| Мамед Сафа        | Ансари  |
| Эртогрул Кямалов  | Акиф    |
| Гюльзар Курбанова | Гюльзар |
| Эльшан Рустамов   |         |
| Эльчин Ализаде    | эпизод  |
| Полина Ткоченко   | эпизод  |
| Рагим Гашимов     | эпизод  |
| Фуад Нуриев       | эпизод  |

## Фестивали и награды
14 и 16 апреля 2012 года фильм был продемонстрирован в Дубае в рамках V Кинофестиваля Залива.
На II международный молодёжном кинофестивале «Свет миру» в Ярославле, проходившим с 12 по 15 июля 2012, фильм занял второе место в номинации «Художественный фильм» и стал победителем в номинации «Детский фильм» в категории «В» (19-30 лет).
Фильм был показан в рамках VIII Казанского международного фестиваля мусульманского кино, проходившем с 5 по 11 сентября 2012. Также фильм был показан в рамках VII батумского международного фестиваля арт-хаусных фильмов, проходившем с 16 по 23 сентября.
Фильм был также показан в рамках V Всероссийского фестиваля авторского короткометражного кино в Москве и отмечен дипломом фестиваля. В рамках фестиваля 27 сентября «Маяк» был показан в кинотеатре «Звезда», 28 сентября — в кинотеатре «Мир искусства», а 29 сентября показ картины прошёл в кинотеатре «Художественный».
1 октября 2012 года фильм был показан в рамках Ташкентского международного кинофорума «Золотой гепард» во Дворце творчества молодежи.